# Gentili (famiglia castellana)
I  Gentili (o Gentile) furono una famiglia di maiolicari attiva a Castelli (Teramo), dalla seconda metà del XVII fino all'inizio del XIX secolo. I Gentili si apparentarono con altre famiglie castellane, dedite alla produzione di ceramiche d'arte: i Grue, i Pompei e i Cappelletti.
Intino di Intino, di Penne (morto ante 1627), si era trasferito a Castelli nel 1595: era il padre di Giacomo Intino (Castelli, 1596-Notaresco, 1648) dichiarato figulus nell'atto di morte (di lui si conservano alcune mattonelle istoriate), ed era anche il nonno di Bernardino Gentili il Vecchio.

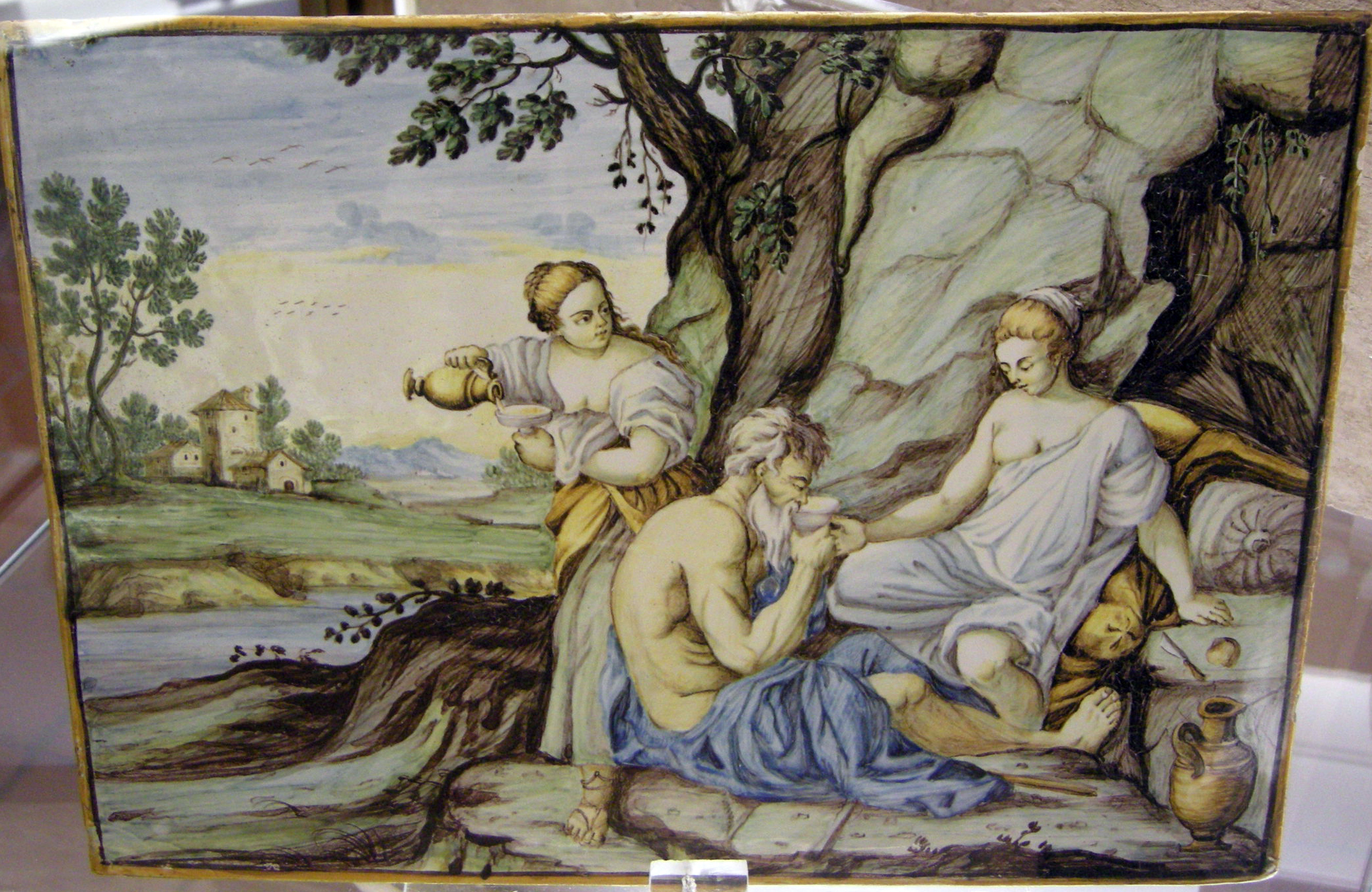
Maiolica di Castelli, Giacomo Gentili il Giovane, targa con Lot e le figlie, XVIII sec., Galleria Nazionale delle Marche (Urbino)

## Ceramisti Gentili
- Berardino de' Gentili di Anversa, ceramista, segnalato a Tivoli nel 1568 dove, su commissione del cardinale Ippolito d'Este, realizzò quadroni di terracotta invetriata, per il pavimento di villa d'Este. La sua appartenenza alla famiglia di ceramisti abruzzesi Gentili è una ipotesi non suffragata da documenti.
- Bernardino Gentili il Vecchio, ceramista (Castelli, 1635-1683). Sposò Giustina Cappelletti, da cui ebbe Giacomo e Carmine - ceramisti - e le gemelle Maddalena e Maria. Sue opere sono nella collezione Acerbo alla Galleria delle antiche ceramiche abruzzesi, nel Museo Paparella Treccia Devlet di Pescara e nella collezione Bindi del Museo capitolare di Atri.

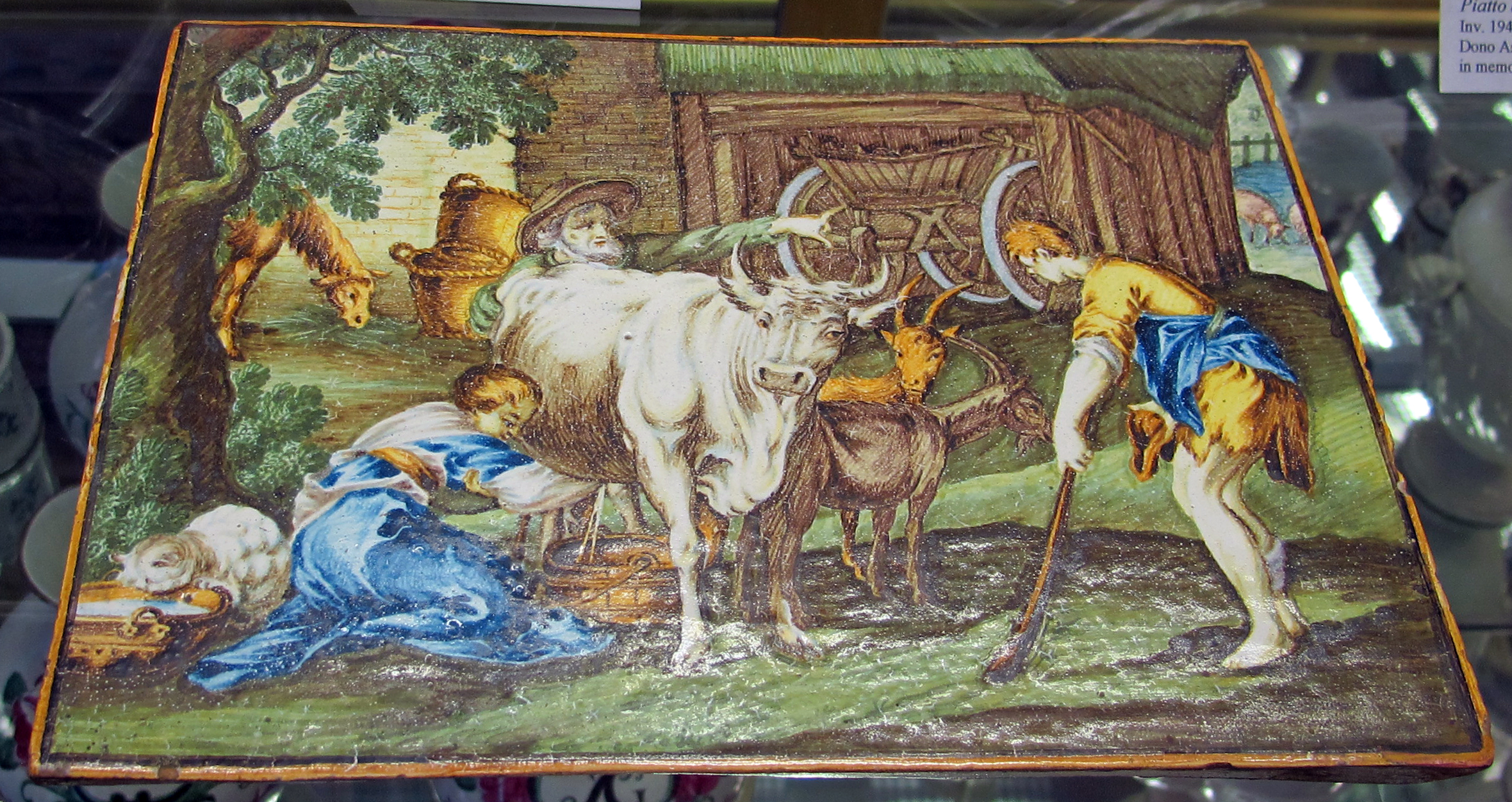
Maiolica di Castelli, bottega Gentili (attr.), targa con mungitura, 1750-1800

- Giacomo Gentili il Vecchio, ceramista (Castelli, 1668-1713), figlio di Bernardino. Tra le sue opere: il tondo policromo con lumeggiature in oro, raffigurante la Madonna del Carmelo, dodici mattonelle istoriate della collezione Acerbo con soggetti sacri o mitologici.
- Carmine Gentili, ceramista (Castelli, 1678-1763), figlio di Bernardino. Era cugino del ceramista Candeloro Cappelletti. Rimasto orfano di padre, la madre Giustina Cappelletti, che era cognata di Superna Grue, lo affidò alle cure di Carlo Antonio Grue, fratello di Suprema. Dalla moglie Caterina Amicucci, Carmine ebbe cinque figlie - Caterina, Mansueta, Leonilda, Maria Giovanna e Giustina - i due figli maschi, Giacomo e Bernardino che furono ceramisti e un terzo figlio, Domenico Berardo, che divenne sacerdote. La produzione della sua bottega di ceramiche artistiche è stata di alta qualità e notevole sul piano quantitativo, dato il lungo contributo di figli e di operai ceramisti. La sua notorietà è legata alle ceramiche con episodi tratti dalle Metamorfosi, interpretati con intensa cromia e con richiami alla pittura romana coeva e alla tradizione della pittura di Peter Paul Rubens.[2] Altri suo decori su ceramica sono ispirati a dipinti di Simon Vouet, Pietro da Cortona,[3] Ludovico Carracci, e Giulio Romano, tutti mediati attraverso incisioni di loro opere.
- Giacomo Gentili il Giovane, ceramista (morto nel 1765), figlio di Carmine. Lavorò a bottega insieme al padre. Sue ceramiche sono al Museo di San Martino e ai Civici musei del Castello Sforzesco.

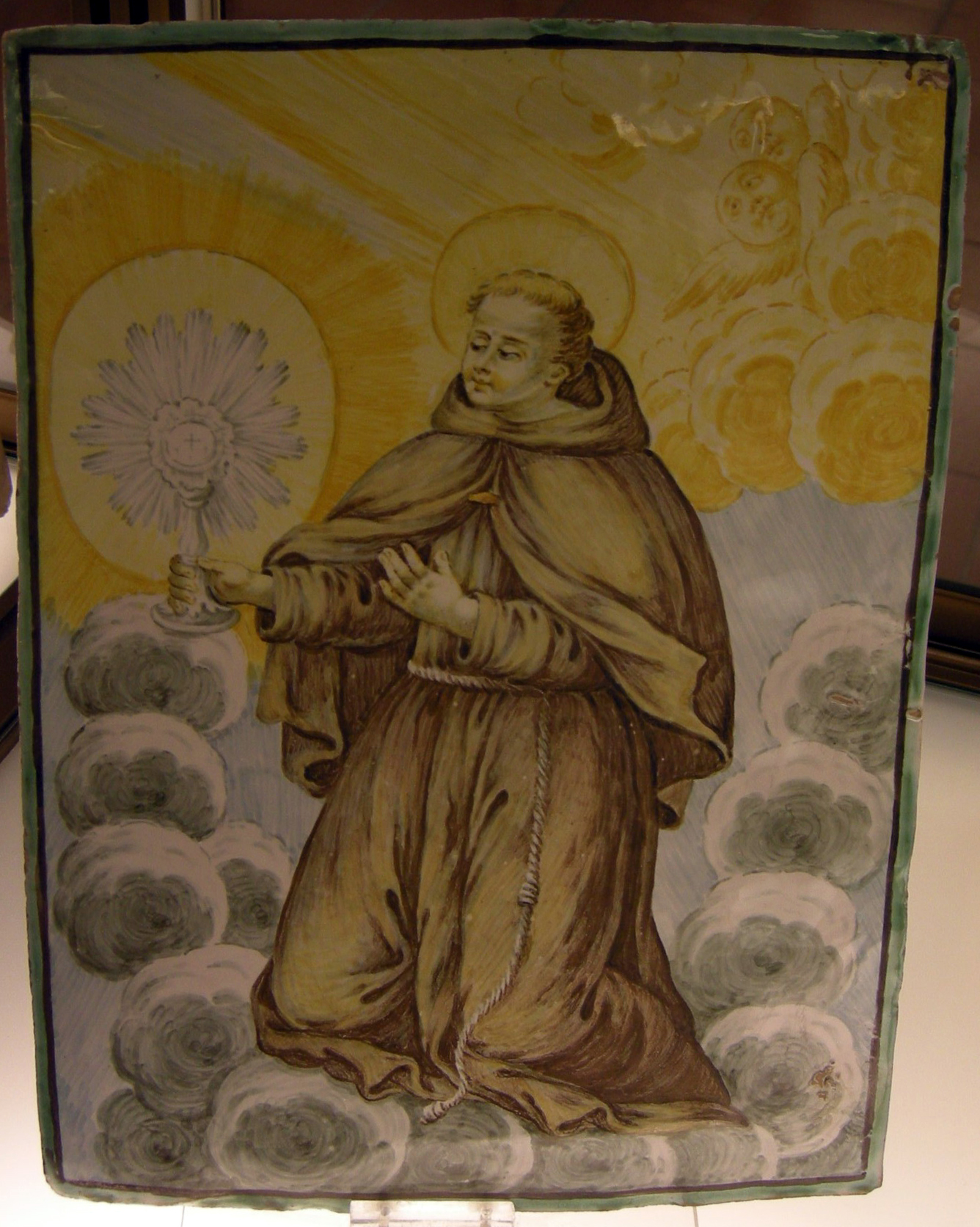
Maiolica di Castelli, Bernardino Gentili il Giovane, targa con Santo Frate francescano con il calice, XVIII sec., Galleria Nazionale delle Marche (Urbino)

- Bernardino Gentili il Giovane, ceramista, (Castelli, 1727-1813), figlio di Carmine. Sposò Teresa Paolini e, non avendo figli, lasciò in eredità la casa e la bottega al giovane ceramista Michele De Dominicis. Tre le sue opere, alcune sono firmate, altre sono state dipinte con il fratello Giacomo, altre sono di bottega e presentano un repertorio iconografico un po' di maniera. Sue maioliche sono al Museo capitolare di Atri, al Museo Correale di Terranova a Sorrento, al Victoria and Albert Museum a Londra e al Museo nazionale di San Martino a Napoli. Scelse soggetti agresti, mitologici e sacri.